# 小行星5164
小行星5164（英語：5164 Mullo）是一颗围绕太阳公转的小行星。1984年11月20日，C. Pollas在科索尔发现了此天体。
这颗小行星的绝对星等为67.52018226767869等。小行星5164以凱爾特神話的神祇穆洛命名。